# Maximilian Klewer

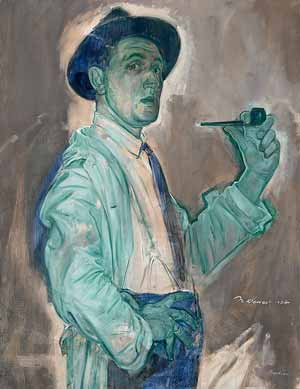
Selbstbildnis, Öl auf Leinwand, 1924, Städel Museum, Frankfurt am Main

Maximilian Klewer (* 7. Dezember 1891 in Barmen (heute zu Wuppertal); † 27. Juli 1963 in Bad Soden am Taunus) war ein deutscher Zeichner, Maler und Illustrator und außerordentlicher Professor an der Staatlichen Hochschule für Bildende Künste, Berlin.

## Leben
Maximilian Klewer wurde am 7. Dezember 1891 in Barmen als Sohn eines Kaufmanns in einfachen Verhältnissen geboren. Sein künstlerisches Talent hatte er von seiner Mutter, einer Kostümnäherin. Von 1901 bis 1905 absolvierte er nach Abschluss der Volksschule eine Lehre als Schildermaler. Von 1906 bis 1911 besuchte er die Kunstgewerbeschule in Barmen. Danach setzte Maximilian Klewer sein Studium an der Königlichen Akademischen Hochschule für Bildende Künste in Berlin fort. Hier studierte er u. a. bei Konrad Boese, dessen persönlicher Assistent und später auch Nachfolger er wurde. Seine erste Italienreise nach Florenz unternahm er 1913 als Stipendiat. Während des Ersten Weltkriegs wurde er als Sanitäter eingesetzt und konnte daneben als Illustrator einer Feldzeitung arbeiten. Nach Kriegsende kehrte er an die jetzt so genannte Staatliche Hochschule für Bildende Künste Berlin zurück, wo er als Meisterschüler von Arthur Kampf ein eigenes Atelier hatte. Von 1919 bis 1943 war Maximilian Klewer Leiter einer Zeichenklasse. 1921 erhielt er eine außerordentliche Professur. Der bekannteste seiner zahlreichen Schüler war Werner Heldt.
1923 heiratete er seine Schülerin Hildegard Kasten; aus der Ehe gingen drei Kinder hervor. 1924 unternahm er seine zweite Italienreise. 1926/27 folgte eine Studienreise nach Paris. In den Jahren von 1931 bis 1941 hielt er sich regelmäßig in der Mark Brandenburg auf, um mit seinen Schülern im Freien zu zeichnen und zu malen. 1942/43 war Klewer Studiengast der Villa Massimo der Deutschen Akademie der Künste in Rom. Bald nach seiner Rückkehr nach Berlin wurde 1943 bei einem Bombenangriff seine Berliner Wohnung in der Ludwigkirchstraße 14 zerstört. So flüchtete er mit Frau und jüngstem Kind über verschiedene Stationen nach Frankfurt-Höchst. Von dort zog er 1946 nach Bad Soden am Taunus um. Hier war er bis zuletzt freiberuflich tätig sowohl als Porträtist als auch als Auftragsmaler. 

## Werk
Maximilian Klewers künstlerisches Werk umfasst die klassischen Themen Porträt, Landschaft, figürliche Komposition und Stillleben. Parallel zu seiner Malerei entsteht ein umfangreiches zeichnerisches Werk mit zahlreichen Studien nach der Natur, die ihm häufig zur Vorbereitung seiner Bildkompositionen dienen. Ausgehend vom Jugendstil und spätimpressionistischen Tendenzen, die ihm in Barmen an der Kunstgewerbeschule vermittelt wurden, findet er nach 1910 und in Berlin zu einem naturalistischen Stil. Traumatisiert durch den Ersten Weltkrieg, entstehen jetzt groteske, parodistische und symbolistisch-phantastische Arbeiten.
Seit 1919 treten in seinen Arbeiten Fläche und Plastizität in ein spannungsvolles Verhältnis zueinander. Die strenge architektonische Anordnung der Figuren in den Kompositionen der 1920er-Jahre spiegeln den Zeitgeist der Moderne wider. In den späten 1920er- und frühen 1930er-Jahren entstehen neben Porträts im Stil der Neuen Sachlichkeit ausgewogen komponierte Landschaften von der Mark Brandenburg.
Anfang der 1940er-Jahre, geprägt durch seinen Rom-Aufenthalt und sein Schaffen an der Villa Massimo sowie durch das besondere Licht in Italien, entwickelte er eine weichere Farbigkeit und eine entspanntere Auffassung in seiner Darstellungsweise. Unverkennbar ist nun der Einfluss der römischen Antike, die sich auf seine Darstellungen harmonisierend und idealisierend auswirkt.
Einen besonderen Rang in seinem Gesamtwerk nimmt von Anfang an das Selbstbildnis ein, das seiner künstlerischen und persönlichen Selbstreflexion dient. Es spielt nicht nur als autonomes Porträt eine besondere Rolle, sondern auch innerhalb seiner biblischen Kompositionen, in denen er sich häufig selbst als Modell einsetzt und inszeniert. In seinen Selbstbildnissen verarbeitete er seine jeweiligen Lebensphasen und vielfältigen Gemütszustände von Melancholie, Hoffnung und hochfliegender Erwartung über Angst bis hin zu Verzweiflung und künstlerischer Resignation. Grundsätzlich gilt, dass er je nach Bildinhalt unterschiedliche Stilmittel wählt.
Nach Ende des Zweiten Weltkriegs wendet er sich verstärkt religiösen Themen zu. Christlich-ethische Sinnsuche prägt die letzten Jahre seines Lebens, in denen er noch maltechnische Versuche in der Art der Alten Meister unternimmt und sich bis zu seinem Lebensende der Durchsicht und Ordnung seines Werkes widmet. Maximilian Klewer tradiert eine bis in die Renaissance zurückreichende Kultur des Zeichnens und Malens und nimmt damit als facettenreicher Naturalist bewusst die Haltung eines Traditionalisten ein. Zeitlebens bleibt er in seiner Kunst dem Naturvorbild sowie der europäischen Kunsttradition verpflichtet.
Werke von Maximilian Klewer sind in Privatbesitz und im Besitz des Städel-Museums in Frankfurt am Main.

## Ausstellungen (unvollständig)
Einzelausstellungen
- Gemälde und Zeichnungen von Maximilian Klewer, Stadtverwaltung Bad Soden/Taunus, 1952
- Doppelausstellung: Maximilian Klewer und Richard Seewald, Frankfurter Kunstverein, Frankfurt a. M., 1953
- „Ego sum“ – Selbstbildnisse von Maximilian Klewer, Werkstattausstellung, Kassel, 1981
- Maximilian Klewer (1891–1963) – Zeichnungen. Veranstalter Museum Museumsverein, Schreibersches Haus, Bad Arolsen, 19. Mai bis 31. Oktober 2012

Ausstellungsbeteiligungen
- 1924: Berlin, Große Berliner Kunstausstellung
- 1925: Berlin, Akademische Herbstausstellung

- 1934: Berlin, Preußische Akademie der Künste („Große Berliner Kunstausstellung“)
- 1934: Berlin, Ausstellungsgebäude Tiergartenstraße („Die Auslese I“; Ausstellung der NS-Kulturgemeinde)
- 1934: Berlin, Preußische Akademie der Künste (Herbstausstellung)
- 1935: Berlin („Seefahrt und Kunst“)
- 1937: Berlin, Haus der Kunst („Graphik und Kleinplastik“)
- 1943: Berlin, Preußische Akademie der Künste (Frühjahrsausstellung)

- Bilder sind nicht verboten – Kunstwerke seit der Mitte des 19. Jahrhunderts – Städtische Kunsthalle Düsseldorf und Kunstverein für die Rheinlande und Westfalen, Düsseldorf, 1982
- Hommage an Bad Sodener Künstler, Stadtgalerie Bad Soden am Taunus, Dezember 2012
- Passion Leidenschaft – Die Kunst der großen Gefühle, Landesmuseum Münster 2020/21